# Titularbistum Thapsus
Thapsus (italienisch Tapso) ist ein Titularbistum der römisch-katholischen Kirche.
Der antike Bischofssitz war in der gleichnamigen Stadt Thapsus an der Küste Nordafrikas beheimatet.
| Titularbischöfe von Thapsus |                                                        |                                               |                    |                   |
| Nr.                         | Name                                                   | Amt                                           | von                | bis               |
| 1                           | Valentín García y Barros                               | emeritierter Bischof von Palencia (Spanien)   | 10. Dezember 1914  | 26. August 1916   |
| 2                           | Arturo Calestino Álvarez                               | Koadjutorbischof von Calabozo (Venezuela)     | 18. Dezember 1919  | 9. Mai 1921       |
| 3                           | Andrew James Louis Brennan                             | Weihbischof in Scranton (Vereinigte Staaten)  | 23. Februar 1923   | 28. Mai 1926      |
| 4                           | Vincenzo Celli                                         | Weihbischof in Pompei (Italien)               | 8. April 1927      | 17. Oktober 1951  |
| 5                           | Antonio Torasso IMC                                    | Apostolischer Vikar von Florencia (Kolumbien) | 10. Januar 1952    | 22. Oktober 1960  |
| 6                           | Paul-Émile Charbonneau                                 | Weihbischof in Ottawa (Kanada)                | 25. November 1960  | 21. Mai 1963      |
| 7                           | Tomás Enrique Márquez Gómez                            | Weihbischof in Ciudad Bolívar (Venezuela)     | 25. Juni 1963      | 30. November 1966 |
| 8                           | Alfredo Cifuentes Gómez Titularerzbischof pro hac vice | emeritierter Erzbischof von La Serena (Chile) | 10. März 1967      | 2. Dezember 1970  |
| 9                           | Ludwig Averkamp                                        | Weihbischof in Münster (Deutschland)          | 18. Januar 1973    | 7. November 1985  |
| 10                          | Vladas Michelevičius                                   | Weihbischof in Kaunas (Litauen)               | 13. November 1986  | 12. November 2008 |
| 11                          | Ignacio Carrasco de Paula                              | Kurienbischof                                 | 15. September 2010 |                   |